# Sur la piste des Comanches
Pour plus de détails, voir Fiche technique et Distribution.
Sur la piste des Comanches (Fort Dobbs) est un film américain réalisé par Gordon Douglas et sorti en 1958.

## Synopsis
Gar Davis, poursuivi par la loi, traverse le territoire comanche. Trouvant un cadavre, il s'empare de sa veste et réussit ainsi à se dérober. Sa fuite le conduit dans un ranch où il fait la connaissance de Celia Gray et de son enfant. Ce qu'il ignore, c'est que le mort qu'il vient de détrousser était le mari de son hôtesse…

## Fiche technique
- Titre : Sur la piste des Comanches
- Titre original : Fort Dobbs
- Réalisation : Gordon Douglas
- Scénario : Burt Kennedy, d'après une histoire de George W. George
- Chef opérateur : William H. Clothier
- Musique : Max Steiner
- Décors : Frank M. Miller
- Direction artistique : Stanley Fleischer
- Costumes : Marjorie Best
- Production : Martin Rackin pour Warner Bros
- Durée : 93 minutes
- Date de sortie :
  - États-Unis : 18 avril 1958

## Distribution
- Clint Walker (VF : Raymond Loyer)  : Gar Davis
- Virginia Mayo (VF : Claire Guibert)  : Celia Gray
- Brian Keith (VF : Jean Clarieux )  : Clett
- Richard Eyer  (VF : Linette Lemercier) : Chad Gray/charles
- Russ Conway (VF : Pierre Morin)  : le shérif de Largo
- Michael Dante  (VF : Roger Rudel) : Billings
- John Cliff
- John McKee
- Bud Osborne